# 鷲田周平
桜井 鷲（さくらい しゅう、1991年11月1日 - ）は、日本のプロレスラー。本名及び旧リングネームは鷲田 周平（わしだ しゅうへい）。

## 経歴
2017年
- 2月8日、東京・竹芝プロレス道場で開催された「ガンバレ☆プロレス’17 新世紀オーディション」に参加し、体力審査、自己紹介、自己PRを行い合格。ガンバレ☆プロレス所属となる。オーディションには川村虹花（仮面女子）も受けており、合格している。

2018年
- 1月20日、ガンバレ☆プロレス王子BASEMENT MONSTAR大会にて大家健と対戦しでデビューを飾る。6分43秒、大家の逆片エビ固めを受け崩れる。

2020年
- 2月2日、ガンバレ☆プロレス王子BASEMENT MONSTAR大会に、「THE HALFEE」（THE ALFEEのパロディ）の「桜井鷲」（桜井賢のパロディ）として出場。試合後にこのリングネームを今後も使用する意思を表明し認められたため、正式にリングネームを改名した[1]。
- 9月12日、自身初タイトルとなるGWC認定6人タッグ王座を戴冠。

2021年
- 9月25日、ガンバレ☆プロレス後楽園ホール大会をもってプロレスを無期限休業[2][3]。

2022年
- 6月1日、パーソナルトレーニングジム「アセット」青砥駅前店の代表に就任。

2024年
- 5月18日、ガンバレ☆プロレス退団を発表[4]。

## タイトル歴
ガンバレ☆プロレス
- GWC認定6人タッグ王座(第23代、パートナーは春見沢萌彦、勝崎周之助)

## 入場曲
太陽は沈まない (THE ALFEE)
桜井鷲に改名以降の入場曲。
ストリートファイターV・ガイルのテーマ
鷲田周平時代の入場曲。